# (8233) Asada
(8233) Asada  es un asteroide perteneciente al cinturón de asteroides, descubierto el 5 de noviembre de 1997 por Takao Kobayashi desde el Observatorio de Ōizumi, en Japón.

## Designación y nombre
Asada se designó inicialmente como 1997 VZ2.
Más adelante fue nombrado en honor al profesor de ciencias de la computación japonés  Tadashi Asada (n. 1954).

## Características orbitales
Asada orbita a una distancia media del Sol de 2,3779 ua, pudiendo acercarse hasta 1,9459 ua y alejarse hasta 2,8099 ua. Tiene una excentricidad de 0,1816 y una inclinación orbital de 5,6713° grados. Emplea en completar una órbita alrededor del Sol 1339 días.

## Características físicas
Su magnitud absoluta es 14,0. Tiene 10,237 km de diámetro. Su albedo se estima en 0,050.